# Eyüp Kadri Ataoğlu
Eyüp Kadri Ataoğlu (* 10. Januar 1987 in Arsin) ist ein ehemaliger türkischer Fußballspieler.

## Karriere

### Verein
Ataoğlu begann mit dem Vereinsfußball 1999 in der Jugend von DSİ Karadenizspor und wechselte 2002 in die Jugend von Trabzonspor. 2005 erhielt er einen Profivertrag, spielte aber ein halbes Jahr weiterhin ausschließlich für die Reservemannschaft. Im Frühjahr 2006 wurde er für die Zeit von eineinhalb Jahren an den Drittligisten Sarıyer SK verliehen. Nachdem er die Hinrunde als Leihspieler bei Malatyaspor verbracht hatte, wurde er für die Rückrunde wieder an Sarıyer verliehen. 
Im Sommer 2008 verließ er Trabzonspor endgültig und heuerte beim Ligarivalen Sivasspor an. Hier absolvierte er in der Hinrunde kein einziges Pflichtspiel, sodass er für die Rückrunde an Giresunspor verliehen wurde. Auch bei diesem Verein blieb er bis zum Saisonende ohne Einsatz. 
Zur Saison wechselte er zum Viertligisten Diyarbakır Kayapınar Belediyespor und verließ diesen Verein nach einer Saison Richtung Hatayspor.
Nachdem er die Spielzeit 2012/13 beim Amateurverein Edirnespor Gençlik verbracht hatte, fand er im Sommer 2013 keinen neuen Verein.

### Nationalmannschaft
Ataoğlu spielte dreimal für die türkische U-17- und viermal für die U-21-Nationalmannschaft.